# Горелов, Ростислав Гаврилович
Ростисла́в Гаври́лович Горе́лов (17 [30] марта 1916, Екатеринослав — 14 января 2004, Москва) — советский живописец, график, жанрист, портретист, представитель жанра соцреализм, мастер индустриального пейзажа и жанрово-исторической картины.

## Биография
Ростислав Гаврилович Горелов родился 17 (30) марта 1916 года в семье живописца Гавриила Никитича Горелова, был старшим ребёнком в семье. Брат художницы Галины Гореловой-Азгур и художника Юрия Горелова.
В сентябре 1933 года поступил на художественное отделение Московского полиграфического института.
28 декабря 1933 года в составе группы однокурсников арестован по обвинению в участии в контрреволюционной террористической группе «Голубая лилия», осуждён на 2 года исправительно-трудовых лагерей. В заключении работал в художественной мастерской Темниковского ИТЛ под руководством художника В. М. Эссена. Досрочно освободился (по зачёту трудодней) 16 октября 1935 года. Реабилитирован 15 октября 1956 года.
В 1942 окончил Московский художественный институт, выполнил дипломную работу под руководством Г. Г. Ряжского.
Член Союза художников с 1942 года. С того же года участвовал в выставках. Автор тематических картин, посвящённых революции, Великой Отечественной войне и темам ГУЛАГа. Один из ярких представителей соцреализма.
Во время Великой Отечественной войны служил в Студии военных художников имени Митрофана Борисовича Грекова. Делал зарисовки военных действий на Северном, 2-м и 3-м Украинском фронтах.
С 1961 преподавал в Московском педагогическом институте; кандидат педагогических наук, автор учебных пособий по рисунку и живописи.
Произведения хранятся в Музее Москвы, Музее истории ГУЛАГа (Москва), музеях Ярославля, Волгограда, Ульяновска, Перми, других собраниях России, Германии, Франции, Италии, Англии.
Картины Ростислава Горелова стали основной частью экспозиции выставки полотен, написанных политзаключёнными (Москва, Новый Манеж, январь 2008) (недоступная ссылка), выставлялись на выставке «Династия» в Волоколамском Кремле вместе с произведениями других представителей семьи Гореловых (март 2009) (недоступная ссылка). Ростислав Горелов участвовал в оформлении мемориального комплекса на Поклонной горе.
Оставил воспоминания.
Похоронен на Новодевичьем кладбище в Москве, с отцом Гавриилом Гореловым и братом Юрием Гореловым.

## Галерея
- Надгробная плита Р. Г. Горелова. (Надпись: Художник Горелов Ростислав Гаврилович. 30.III.1916 – 14.I.2004)
- Общий вид могилы Гореловых на Новодевичьем кладбище Москвы

## Комментарии
1. ↑  Дата рождения 30 марта 1916 года указана также на захоронении художника и в его автобиографии, хранящейся в Музее истории ГУЛАГа. Указываемая некоторыми источниками (в частности, периодическим изданием «Справочник членов Союза художников СССР по состоянию на…»)  дата 30 сентября 1916 года, вероятно, ошибочна.